# El proyecto cultural del neoliberalismo
El proyecto cultural del neoliberalismo es una película del género documental realizada por Rafa Devillamagallón, y producida por el académico John M. Ackerman, Yadhira Mata y el Programa Universitario de Estudios sobre Democracia, Justicia y Sociedad de la Universidad Nacional Autónoma de México. Participaron también el Canal 22, los Estudios Churubusco, así como las productoras independientes Cien Cine y Galaz Estudios.
El documental fue narrado por el actor Damián Alcázar e incluye los testimonios del propio John M. Ackerman, Andrés Barreda, Abel Barrera, Mardonio Carballo, Jaime Cárdenas, Ana Esther Ceceña, Elvira Concheiro, Rhina Roux, Pedro Salmerón y Alfonso Vázquez.

## Sinopsis
El documental se divide en tres capítulos:

### Hegemonía neoliberal
Este primer capítulo postula la idea de que el neoliberalismo, antes que ser un sistema económico, es una doctrina que no sólo fue publicitada a través de los canales conducentes de la política nacional, sino que fue impuesta —a veces de manera subliminal— por medio de contenidos mediáticos poco relacionados con la divulgación de plataformas políticas y de los funcionarios, quienes tienen la responsabilidad de tomar las decisiones sobre la conducción del país.
En este capítulo, se insiste en que en México se han explotado el racismo y la discriminación históricas que han imperado en diversos momentos; así como el malinchismo y el american way of life que nos ofrecen una supuesta solución fácil para nuestras saciar nuestras necesidades materiales. Provocando en el fondo grandes insatisfacciones y una enorme desigualdad.

### La historia del neoliberalismo en México
En un segundo capítulo, se habla de cómo existieron grandes intereses que desdeñaban los estados de bienestar que imperaban en muchos países del mundo. Proponiendo que deberían ser los privados quienes sancionaran la distribución de las riquezas, justificándolo con la idea de que aquel que trabajara podría acceder siempre a un mejor nivel de vida.
Se establece que México era un territorio propicio para ensayas este cambio en el paradigma económico, debido a que los gobernantes del régimen revolucionario habían adquirido un enorme poder y habían sucumbido a la tentación de usarlo para beneficio personal. De manera que, más tarde, la enorme deuda que mantenía el país serviría como moneda de cambio para negociar  que el Estado Mexicano permitiera que el modelo neoliberal se experimentara en el país.

### La gente contra el neoliberalismo
En este tercer y último capítulo se explora cómo es que el pueblo mexicano ha resistido históricamente los embates de los grandes intereses que han pretendido adueñarse de los recursos del país; siendo la Revolución Mexicana el más importante de éstos en el México contemporáneo y punto de partida de los que le han seguido. Se explora también el cardenismo como base de los movimientos populares institucionales y la ruptura que vino con el gobierno de Miguel Alemán Valdés.
A partir de ahí, se revisan los movimientos obreros y estudiantiles, postulando al movimiento del '68 como uno de los más importantes, las manifestaciones en contra de la imposición de Salinas en 1988 como el primer movimiento directamente antineoliberal y más tarde el desafuero y el fraude electoral de 2006, hasta desembocar en las elecciones de 2018 con el triunfo de Andrés Manuel López Obrador.

## Estreno
Se proyectó por primera vez en la sala 8 Cineteca Nacional de la Ciudad de México, el 10 de marzo de 2022 y permaneció en exhibición durante varios días en la sala al aire libre de este mismo recinto. La película ha sido también selección oficial en festivales internacionales como el Festival Internacional de Cine Político en Argentina, Oyola Fabián, y el Festival Pantalla de Cristal en la Ciudad de México.
El documental puede verse completo a través del canal de YouTube de Canal 22, en el siguiente enlace:
El proyecto cultural del neoliberalismo en YouTube.

## Controversia
El documental fue financiado por el CONACYT, como parte del proyecto "Democracia, Culturas Políticas y Redes Sociodigitales en una Era de Transformación Social". El 24 de febrero de 2021, el periódico El Universal publicó una nota, firmada por "La redacción" en la que se cuestionaba la entrega de recursos a éste proyecto. El reportaje se tituló "Conacyt da 5 millones a Ackerman para investigar opositores". Unos días más tarde, Guillermo Sheridan haría eco del tema en Letras libres con el artículo "El Conacyt, Ackerman, los millones". Posterior a su estreno, el periodista Jorge Ricardo publicó en El Reforma la nota "Exhiben al neoliberalismo, ensalzan a AMLO", sugiriendo también un mal uso de recursos públicos. A pesar de lo anterior, no se ha presentado ninguna queja formal sobre el tema.

## Menciones en publicaciones académicas
- Ackerman, John M. (2023). «La democracia en México: parteaguas de la ciencia social mexicana». Pablo González Casanova: democracia y pensamiento radical. Universidad Nacional Autónoma de México. pp. 29,35. ISBN 978-607-30-8094-1.
- Ramírez Gallegos, René; Guijardo, Juan; Gallardo, Gabriela (2024). Cervio, Eugenia, ed. Del laberinto de la soledad a los senderos de la compañía. Buenos Aires: CLACSO. p. 241. ISBN 978-987-813-859-6.

- Datos: Q125823181